# Zschernitz

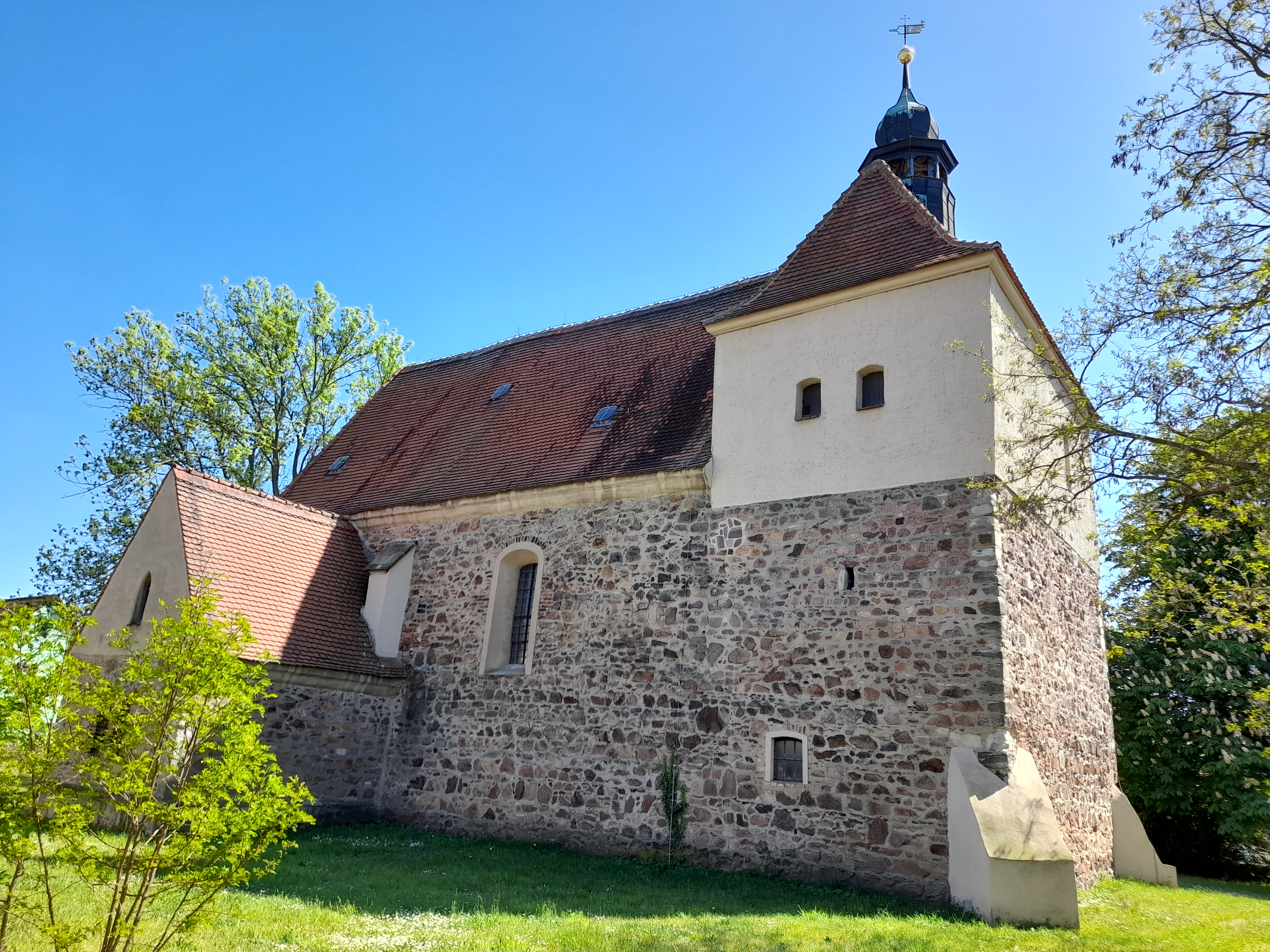
Kirche St. Gallus, Ansicht von Norden

Zschernitz ist ein Ortsteil der Gemeinde Wiedemar im Landkreis Nordsachsen in Sachsen (Deutschland).

## Geographie

### Lage
Zschernitz liegt im Nordwesten Sachsens in einer weiten Ebene der Leipziger Tieflandsbucht direkt an der Grenze zu Sachsen-Anhalt.

### Geologie
Altmoränenland der Leipziger Tieflandsbucht, im Wesentlichen eine Ebene mit keinen nennenswerten natürlichen Erhebungen, fruchtbarer Ackerboden. Außer dem Gienickenbach (Die Bach) keine größeren natürlichen Gewässer. Der Grundwasserspiegel ist bei 6–8 m erreichbar, Braunkohlevorkommen werden unter dem Ort vermutet. Siehe auch Leipziger Tieflandsbucht.

### Nachbarorte
Landsberg (Sachsen-Anhalt), Stadt Delitzsch, Klitschmar, Kyhna, Pohritzsch

## Geschichte

### Ortsname
Der Name ist sorbischen Ursprungs und abgeleitet von altsorbisch čiŕn- („schwarz“, vgl. obersorbisch čorny), wobei auch eine Ableitung von der Bezeichnung für eine bestimmte Beeren- oder Kirschensorte in Frage kommt, regional sorbisch čornica oder tschechisch černice. Vergleiche dazu auch Orte wie das polnische Czernic und das thüringische Zschernitzsch.

### Chronik

#### Neolithikum
Funde am Ortsrand von Zschernitz weisen auf eine großflächige bandkeramische (Neolithikum) Siedlung am Ort vor etwa 7000 Jahren hin. Eine bei Ausgrabungen gefundene männliche Tonfigur wird als Adonis von Zschernitz bezeichnet. Die Tonfigur wird im Staatlichen Museum für Archäologie Chemnitz ausgestellt. 

##### Archäologische Grabungen
Am Ortsrand wurde 2003 von der MITGAS eine Erdgasleitung gelegt, weshalb im Rahmen des Verursacherprinzips bereits im Vorfeld eine umfangreiche Vereinbarung mit dem Sächsischen Landesamt für Archäologie zur Finanzierung von Ausgrabungen getroffen wurde. Bei den Aushubarbeiten der Trasse stieß man auf eine Siedlung aus der Jungsteinzeit. Umfangreiche Siedlungsreste wurden gefunden und dokumentiert.
Am 19. August 2003 wurde im Zuge der archäologischen Ausgrabungen in einer Siedlungsgrube der jüngeren Linienbandkeramik der nach dem Fundort benannte Adonis von Zschernitz gefunden. Es handelt sich um den ca. 7000 Jahre alten Torso einer Tonfigur. Das etwa 8 cm hohe Bruchstück ist etwa vom Nabel abwärts bis unterhalb des Gesäßes erhalten. Es handelt sich dabei um die älteste Kleinplastik des mitteleuropäischen Neolithikums mit eindeutig männlichen Geschlechtsmerkmalen.

#### Mittelalter
1263 wird der Ort erstmals urkundlich erwähnt. Im 14. und 15. Jahrhundert fordern mehrere Pestepidemien viele Menschenleben. Durch Missernten und hohe Feudalabgaben wanderten in der Folge viele Einwohner ab.

#### Neuzeit, Moderne
Zschernitz und das zum Ort gehörige Nösselwitz gehörten bis 1815 zum kursächsischen Amt Delitzsch. Durch die Beschlüsse des Wiener Kongresses kamen die Orte zu Preußen und wurden 1816 dem Kreis Delitzsch im Regierungsbezirk Merseburg der Provinz Sachsen zugeteilt, zu dem sie bis 1952 gehörten. Im Zuge der Kreisreform in der DDR von 1952 wurde Zschernitz dem neu zugeschnittenen Kreis Delitzsch im Bezirk Leipzig zugeteilt, welcher 1994 im Landkreis Delitzsch aufging.
Anfang 19. Jahrhundert erfolgt in Zschernitz der organisierte Anbau von Zuckerrüben, Weizen, Gerste, Kartoffeln und Futterpflanzen. Der fruchtbare Boden der Gegend und Fortschritt in den Anbaumethoden brachte in der Folge hohe Erträge. Im Dorf erfolgt der Bau eines Ritterguts, welches das Dorf in der Folge prägte. Im 20. Jahrhundert beginnt in den benachbarten Städten die wachsende Industrialisierung und die ansässigen chemischen Großbetriebe schaffen für ihre Angestellten auch Wohnungen in Zschernitz. Im Ort leben schließlich vorrangig Arbeiter und Angestellte aus Wolfen, Bitterfeld, Halle (Saale), Delitzsch und Leipzig. Am 1. Juli 1950 wurde die bis dahin eigenständige Gemeinde Doberstau eingegliedert. Ab 1970 werden die bäuerlichen Betriebe in einer Produktionsgenossenschaft (LPG) aufgenommen. In Zschernitz entstanden große Viezuchtbetriebe.
Um 1980 begann der großflächige Braunkohleabbau im Tagebau Delitzsch-Südwest. Durch die Grundwasserspiegelsenkung entstanden massive ökologische Schäden im Ort. Am 1. Januar 1994 wird Zschernitz durch Zusammenschluss zum Ortsteil der Gemeinde Neukyhna. Mit Auflösung der Gemeinde Neukyhna kam der Ort am 1. Januar 2013 nach Wiedemar.

## Verkehr
- Die Bundesautobahn 9 führt im Westen am Ort vorbei
  - Anschluss (13) Halle/Bitterfeld/Delitzsch/B 100 über B 100, Pohritzsch, Brehna
  - Anschluss (14) Wiedemar/Delitzsch über Kölsa, Klitschmar
- Der Flughafen Leipzig/Halle ist ca. 15 km entfernt
- Über gute Straßenverbindungen sind Leipzig und Halle schnell erreichbar (je ca. 20 km)
- Busverbindungen in Nachbarorte, zu den Bahnhaltestellen und nach Delitzsch
- Haltepunkte der Deutschen Bahn in
  - Kyhna (Regionalverkehr Halle-Delitzsch-Eilenburg)
  - Klitschmar (Regionalverkehr Halle-Delitzsch-Eilenburg)
- Bahnhof der Deutschen Bahn in
  - Delitzsch

## Sehenswürdigkeiten
- Das ehemalige Pfarrkirchdorf mit einem Rittergut (Reste vorhanden)
- Im Kern spätromanische Kirche, auf dem Kirchhof noch einige alte Grabsteine der Rittergutsbesitzer
- Zschernitzer Sternwarte (privat)
- Ehemaliges Bäckerhaus als eines der wenigen erhaltenen ortstypischen Lehmhäuser mit Krüppelwalmdach, typisch für die regionale Bauweise ab dem 18. Jahrhundert

## Wirtschaft
- Umfangreiche Vieh- und Feldwirtschaft (Getreide, Zuckerrüben, Futter, Hülsenfrüchte)
- Anzucht und Verarbeitung von Weihnachtsbäumen (Blaufichten, Nordmanntannen)
- Keine Industriebetriebe am Ort.

## Öffentliche Einrichtungen
- Kindertagesstätte „Die kleinen Strolche“
- Die Mittelschule wurde 2003 geschlossen. Im Gebäude war vorübergehend der Kindergarten untergebracht. Eine Nutzung für Vereine ist geplant.